# Plectoidea
Super-famille
Les Plectoidea sont une super-famille de nématodes chromadorés dans l'ordre des Plectida.

## Liste des familles
Selon World Register of Marine Species (22 mai 2021) :
- Chronogastridae Gagarin, 1975
- Plectidae Örley, 1880